# Geografía de Niue

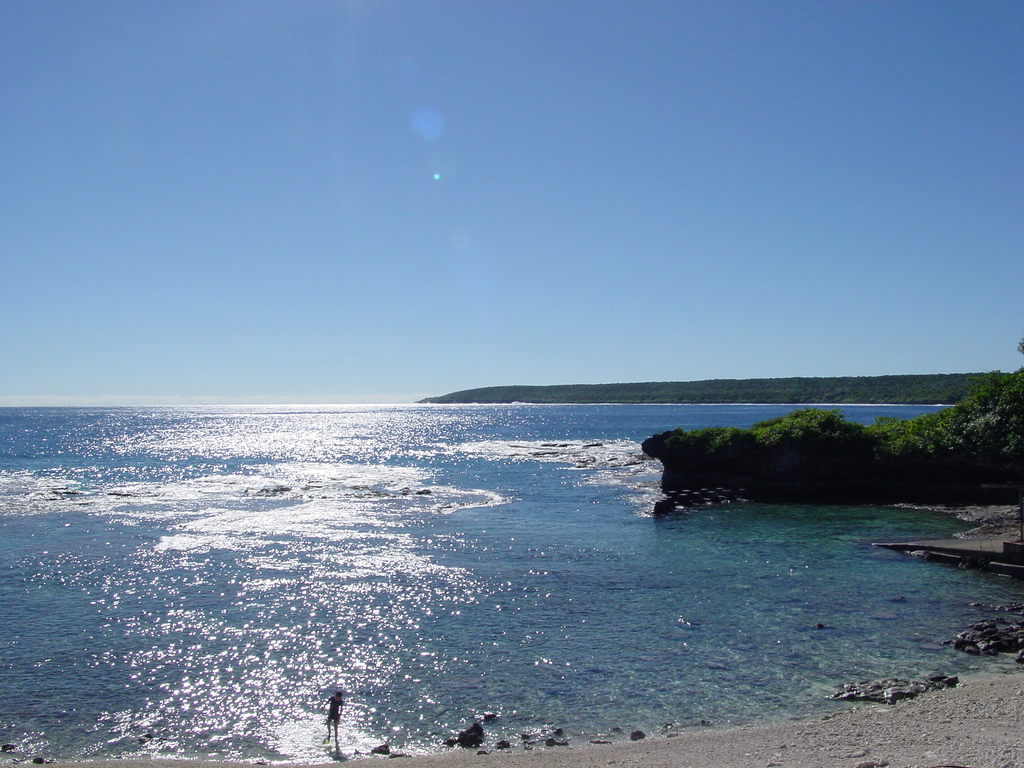
Avatele, Niue

Niue es una pequeña isla en el sur del Océano Pacífico, al este de Tonga. Tiene una superficie de 260 kilómetros cuadrados, y una costa de 64 km. Es unas de las más grandes islas de coral.

## Clima
El clima de Niue es tropical, gracias a los vientos del sureste.

## Terreno
El terreno está formado por escarpados acantilados, hechos de piedra caliza y en el centro una meseta. El punto más bajo está al nivel del mar, y el más alto es un punto no identificado cerca de Mutalau, a 68 metros de altura.

## Recursos Naturales
Los recursos naturales de la isla son mayoritariamente los peces y las tierras de cultivo.
| Uso                  | Porcentaje |
| -------------------- | ---------- |
| Cultivos             | 19%        |
| Cultivos permanentes | 8%         |
| Pasto                | 8%         |
| Bosques              | 19%        |
| Otro                 | 50%        |

## Hitos geográficos
- Punto más septentrional: no identificado, punta noroeste de Uluvehi
- Punto más meridional: Punta Limufuafua
- Punto más occidental: Punta Halagigie
- Punto más oriental: no identificado, sudeste de Lihu

- Datos: Q2602265
- Multimedia: Geography of Niue / Q2602265